# Molí (Torres de Segre)
El Molí és una obra de Torres de Segre (Segrià) inclosa a l'Inventari del Patrimoni Arquitectònic de Catalunya.

## Descripció
Edifici aïllat amb forma de prisma rectangular amb teulat a dues aigües al que s'hi ha afegit alguna construcció recent pel costat del riu. Hi ha cinc plantes, les tres superiors destinades a habitatge i la de sota a la premsa d'oli. Les tres plantes superiors estan fetes amb toves de fang i la resta en carreus irregulars i afegits de maó. Els sostres amb embigat i planxes de fusta.

## Història
L'edifici del molí de Torres de Segre respon a una construcció de l’últim quart del segle XIX, quan l’any 1880 la comunitat de regants va adquirir els terrenys per a construir-hi el molí, la bassa, unes quadres per allotjar unes 20 cavalleries mentre esperaven que molguessin el gra i l’hort del molí.
El cabal d’aigua que necessitava el molí per al seu funcionament provenia del riu Segre, que mitjançant una séquia alimentava la bassa. Aquesta construcció a la seva època va tenir una gran rellevància, constant de quatre moles, una de les quals era la més gran de la contrada.
Originàriament el molí de Torres de Segre, molí fariner, el constituïa el cos central de l’edifici, que posteriorment es va ampliar en dos cossos annexos. Amb l’ampliació i mecanització de les moles va passar de molí fariner a ser un molí d'oli, i produint energia elèctrica mitjançant la mecanització de les turbines, acoblant-s’hi una dinamo que permeté l’arribada de llum a la població.
El molí deixà de produir energia elèctrica el 1916 quan la companyia La canadiense construí la Central de Seròs, solucionant així les necessitats d’enllumenat i de molta del gra, tant local com comarcal.
L’última època en què va estar en funcionament el molí va ser els anys 60 del segle xx, quan la Cooperativa Verge de Carrassumada destinà l’edifici per a la producció d’oli i pinso. A partir d’aquest moment l’edifici quedà en desús.
Actualment, reconvertit en el Museu de l'Evolució.